# یخ داغ (فیلم ۱۹۵۵)
«یخ داغ» (انگلیسی: Hot Ice) یک فیلم است که در سال ۱۹۵۵ منتشر شد.